# Demonology
Demonology – pierwszy minialbum polskiej grupy muzycznej Christ Agony. Wydawnictwo ukazało się 6 grudnia 2007 roku nakładem wytwórni muzycznej Razor Productions w nakładzie limitowanym do 666 egzemplarzy. Materiał został zarejestrowany w przeciągu czterech dni w olsztyńskim Studio X w listopadzie 2007 roku. Gościnnie w nagraniach wzięli udział keyboardziści - Rav Xela oraz Jerzy "U.reck" Głód znany z występów w grupie Lux Occulta. Okładkę albumu namalował były gitarzysta formacji Hate - Piotr "Kaos" Jeziorski.

## Lista utworów
Opracowano na podstawie materiału źródłowego.
| Nr | Tytuł utworu               | Autorzy                      | Długość |
| -- | -------------------------- | ---------------------------- | ------- |
| 1. | „Demonology”               | Cezary "Cezar" Augustynowicz | 06:41   |
| 2. | „Anthems of Havoc”         | Cezary "Cezar" Augustynowicz | 05:07   |
| 3. | „Eternal Desires”          | Cezary "Cezar" Augustynowicz | 03:41   |
| 4. | „Demonologia”              | Cezary "Cezar" Augustynowicz | 06:03   |
| 5. | „Enter My Demon of Sorrow” | Cezary "Cezar" Augustynowicz | 04:11   |
|    |                            |                              | 25:43   |

## Twórcy
Opracowano na podstawie materiału źródłowego.
| - Cezary "Cezar" Augustynowicz – gitara, wokal prowadzący, produkcja - Tomasz "Reyash" Rejek – gitara basowa, wokal wspierający - Łukasz "Icanraz" Sarnacki – perkusja - Jerzy "U.reck" Głód – gościnnie keyboard |  | - Rav Xela – gościnnie keyboard - Szymon Czech – inżynieria, produkcja - Piotr "Kaos" Jeziorski – okładka |